# Cinematografi
Cinematografi er en del af filmmediets udtryk og et af grundelementerne som er unik for film med ”levende billeder”. Cinematografi drejer sig om de faglige og kunstneriske valg mht. lyssætning, billedformat og kamerabevægelse, som udføres ved produktion af spillefilm mv.